# Малая Кондорка
Малая Кондорка — река в России, протекает по Свердловской области. Устье реки находится в 2,4 км по левому берегу реки Большая Кондорка. Длина реки составляет 10 км.

## Данные водного реестра
По данным государственного водного реестра России относится к Иртышскому бассейновому округу, водохозяйственный участок реки — Сосьва от истока до водомерного поста у деревни Морозково, речной подбассейн реки — Тобол. Речной бассейн реки — Иртыш.
Код объекта в государственном водном реестре — 14010502412111200009800.